# Cuijk
Cuijk (ejtsd: kük) település Hollandiában, Észak-Brabant tartomány északkeleti részén. A Maas (Meuse) nyugati partján található, légvonalban 13 kilométerre délre Nijmegentől. Egykoron község volt, azonban 2022-ben ez a státusza megszűnt, és négy másik egykori községgel együtt létrehozta Land van Cuijk municípiumot.
2021. január 1-jén 18 375 lakosa volt, lakosságát tekintve Land van Cuijk legnagyobb települése.

## Elnevezése
A Cuijk a kelta keukja szóból származik, ami „görbületet” vagy „kanyart” jelent, és a település melletti Maas folyó kanyarjaira utal. A kelta nevet később a rómaiak Ceuclumra változtatták, amely végül a Cuijk nevet adta.

## Történelem

### Ókor
A hely az ókorban is viszonylag népes környék volt. A kelták szarvasmarhákat tenyésztettek, megművelték a földet, és nagy faházakban éltek. Különös gondot fordítottak a halottaikra.
20. század eleji régészeti feltárások egy i. e. 7. századból származó települést azonosítottak Haps mellett (Kampse Veld). Korábban több őskori leletet is találtak (1825-ben a Kalkhofon, 1844-ben pedig de Haanhofnál bronzkori halomsírokat és emberi csontmaradványokat tartalmazó urnákat).

#### Ceuclum
Amikor Caius Iulius Caesar röviddel időszámítás előtt meghódította Galliát, és a mai Hollandia területe római befolyás alá került, számos dolog megváltozott. A Rajna a Római Birodalom határa lett, a védelmet castellák, látták el, amelyekben római légiók állomásoztak. Ilyen volt például Nijmegen, Xanten, Köln és Bonn.

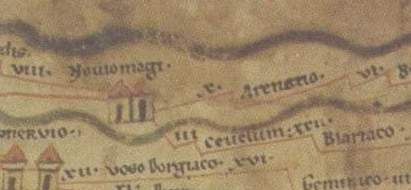
A Peutinger-táblán megjelenő Ceuclum

A castellákat római utak kötötték össze. Az egyik ilyen út Nijmegenből Cuijkon keresztül Tongerenbe vezetett. A 20. században ennek az útnak számos nyomát találták Cuijk és Sint Agatha alatt, illetve délebbre. A másolatban máig fennmaradt Tabula Peutingeriana római útitérkép egyik sarkában található Hollandia legrégebbi földrajzi vázlata, és megjelenik Ceuclum és Nijmegen.
Az országutakat római távolságmérés, a főbb római településeket pedig valamilyen építmény jelzi a térképen. A késő római korban Ceuclum közelében a Maason híd ívelt át, amely az említett út része volt. A híd maradványai a helyi Ceuclum múzeumban tekinthetők meg.
További ásatásokat végeztek a Sint-Martinus templomban; a 20. század közepén egy 4. századi római castellum alapjait, valamint Meroving- és Karoling-leleteket tártak fel. Ezek azt jelzik, hogy Cuijk a római kor után is folyamatosan lakott volt. A Sint-Martinus-templom elődje egy római templom alapjaira épült.
2017-ben a Grotestraat csatornázási munkálatai során megtalálták a castellum körüli vizesárkot, továbbá szobormaradványokat, edényeket, falfestmények töredékeit. A régészek szerint az utóbbi leletek egy fürdőház jelenlétére utalnak.

### Középkor

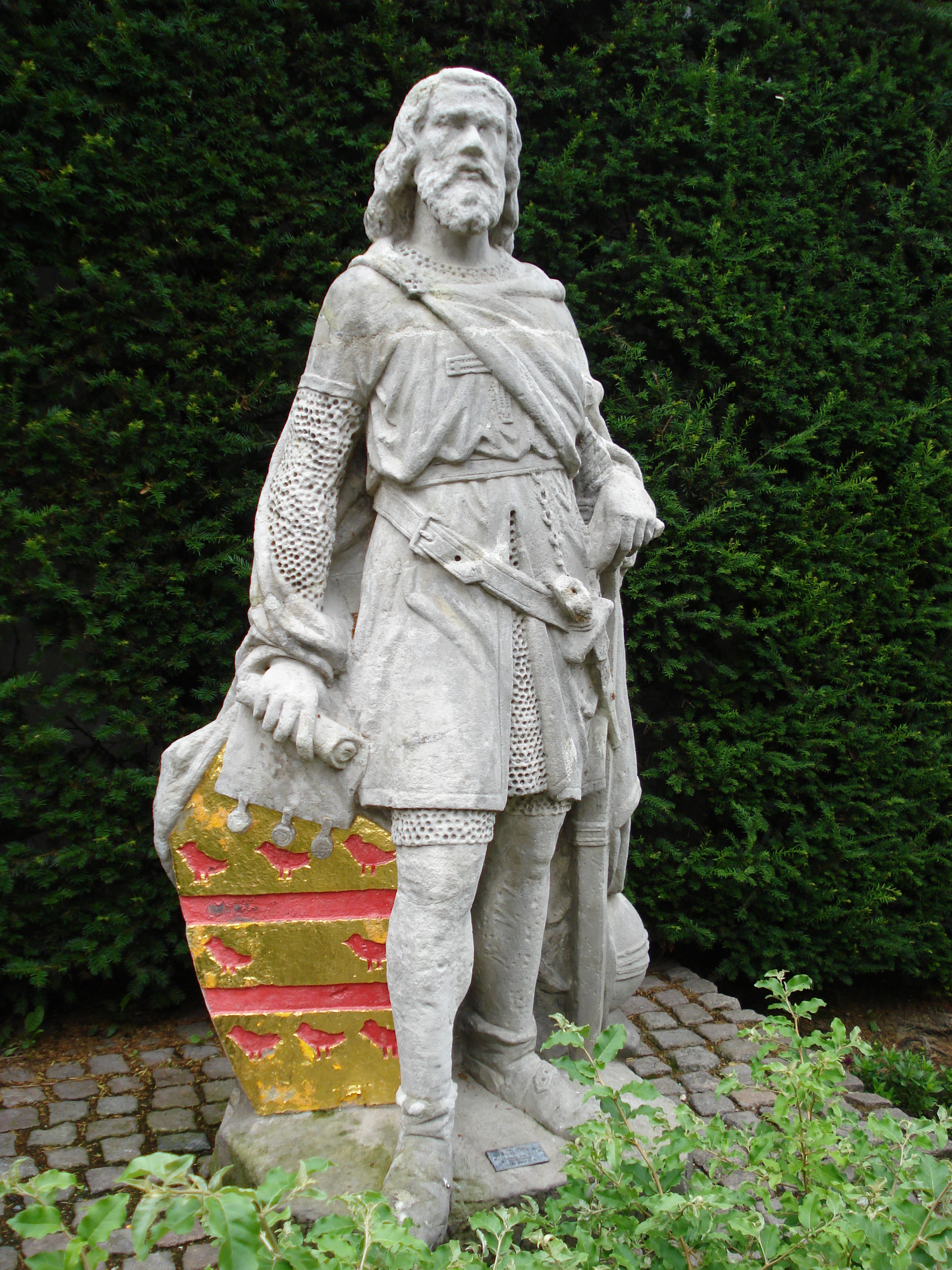
Jan I van Cuijk szobra

Egy ismert legenda szerint Cuijk egykor városi jogokkal rendelkezett de eladta ezeket Grave falunak, amely ma város (stad). Erre eddig nem találtak valódi bizonyítékot, de ennek ellenére Cuijkot néha egykori városként emlegetik.
A 11. századtól a Cuijk-ház (Heren van Cuijk) nyomon követhető a történetírásban. Ez a Malsenből (ma Buurmalsen, Geldermalsen) származó nemesi család szoros kapcsolatot ápolt Hollandia, Gelre és Flandria grófjaival, és a rangos Land van Cuijk is a birtokukba került. 1133 körül Floris de Zwarte meggyilkolása miatt a nagyurat száműzték, a cuijki kastélyt pedig elpusztították. Amikor visszatért, Grave-ban telepedett le, amely a Land van Cuijk tartomány székhelye lett. Jan I van Cuijk (1230–1308) volt az egyik legjelentősebb uralkodó, az ő ideje alatt a tartomány a Brabanti Hercegség befolyási övezetébe került, amely 1308-ban önkormányzati jogokat adott Cuijk és más falvak lakosságának, hogy hasznosíthassák a vadföldeket.
Bár a Land van Cuijk tartomány székhelye Grave-ban volt, a Landdag (a falvak éves találkozója) Cuijkben zajlott, és itt kapott helyet a Hoofdbank (egyfajta bíróság) is.

### Szabadságharc és köztársaság
1559-ben a Land van Cuijk tartományt Orániai Vilmos kapta zálogba. 1568-ban kitört a németalföldi szabadságharc (nyolcvanéves háború). 1589-ben a Middelaar-kastélyt és a Bleijenbeek-kastélyt a spanyolok ostromolták. 1602-ben Móric orániai herceg meghódította Grave-t, de a Land van Cuijk bizonytalan helyzetben maradt a spanyol és holland föld határán egészen 1648-ig, mikor is a Holland Köztársasághoz csatolták. Ennek eredményeként a katolikusok elvesztették jogaikat, és kezdetben egy oeffelti templomot használtak, majd 1672 után a Molenstraat templomát.
1712-ben tűzvész pusztította, amely után betiltották a nádtetőket és előírták a cseréptetőket. A 18. század végén Cuijkben szélmalom és járgányos malom működött.
1800 körül a katolikusok visszakapták plébániatemplomukat, majd 1809-ben felépült a Markt és Grotestraat sarkán a református templom.

### Modern kor
A Maas számos árvizet okozott, amelyek közül az 1820-as, 1861-es, 1880-as és 1926-os volt igen jelentős. Részben a folyó miatt a régió meglehetősen elszigetelt volt. Azonban megépült a vasút, melyet 1883. június 1-jén állítottak szolgálatba, és megnyílt Cuijk vasútállomás. Ugyanebben az évben postahivatal is nyílt.
Cuijk regionális központtá vált, éves vásárokat tartottak, ahol szövetekkel, állatok és egyebek cseréltek gazdát. Ipara is fejlődött (bőrgyár, gyertyagyár), és számos cég alakult. Johannes van Susteren mérleget és kávédarálót készített, de voltak széfeket, orgonákat, tűzoltókészülékeket gyártó cégek is, és sörfőzde is nyílt. A fő iparág a dohányipar volt. 1859-ben megnyílt a krommeniei székhelyű J. Baars & Zoon szivargyár cuijki fiókja. 1907-ben Lacto néven tejgyár működött, amelyet 1924-ben a Nutricia vett át. 1917-ben felépült G.B. Wolf sósavgyára.
A második világháború bombázásaiban számos ház megsérült vagy elpusztult. Cuijk 1944. szeptember 17-én szabadult fel, azonban a Maas túloldala csak 1945 márciusában.
A háború után a Maas és a vasút miatt sok cég érkezett Cuijkbe. Ipari parkot létesítettek, kikötőt építettek, a lakosság száma 25 év alatt megháromszorozódott. 1960 körül megkezdődött az új De Valuwe lakónegyed építése (Cuijktól északra), majd 1970-ben délen megkezdődött a Padbroek, 1980-ban pedig északnyugaton a Heeswijkse Kampen építése is. 2005–2012 között további 1200 lakás épült a település szélén.

## Látnivalók

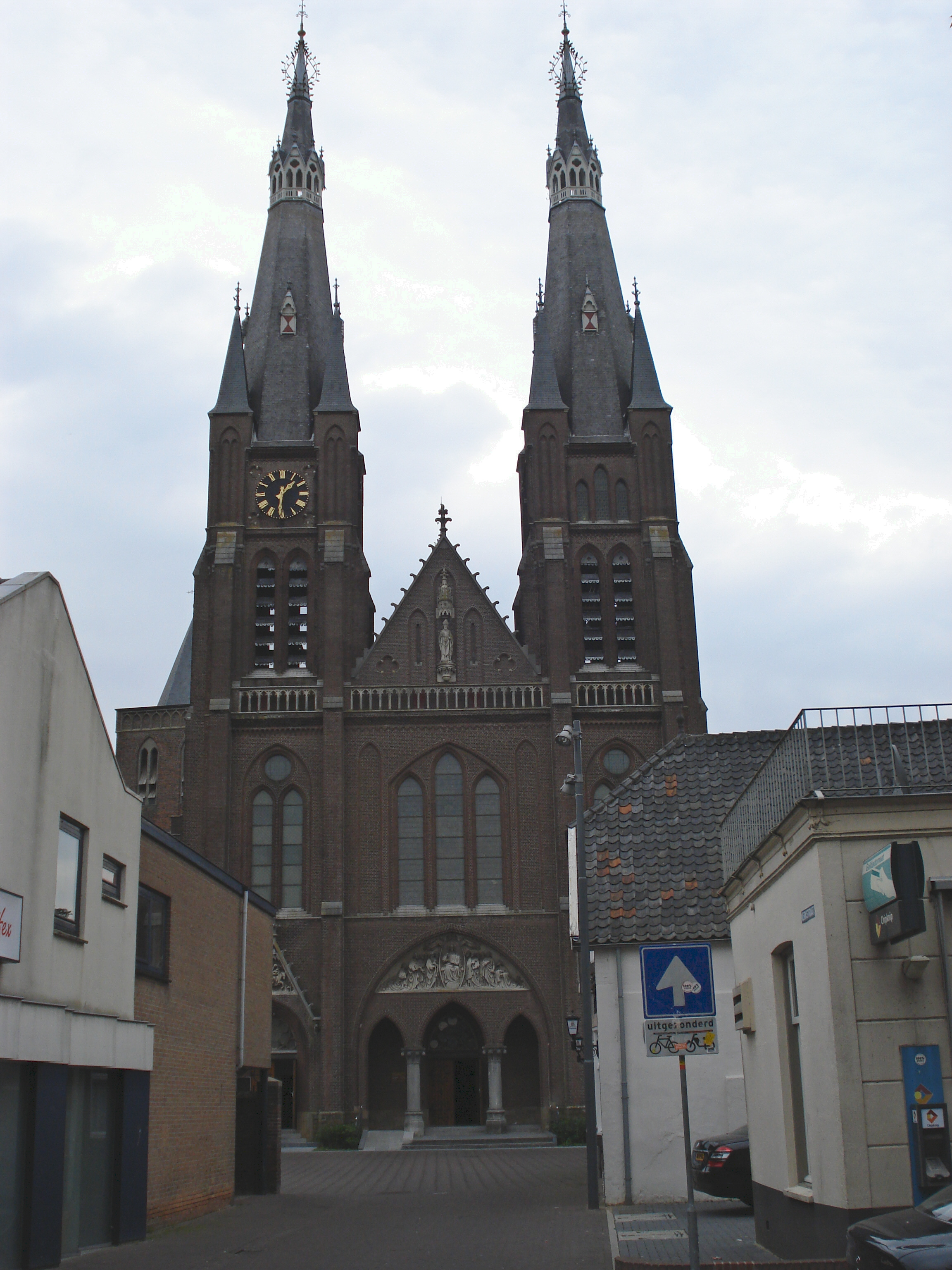
Sint-Martinus-templom

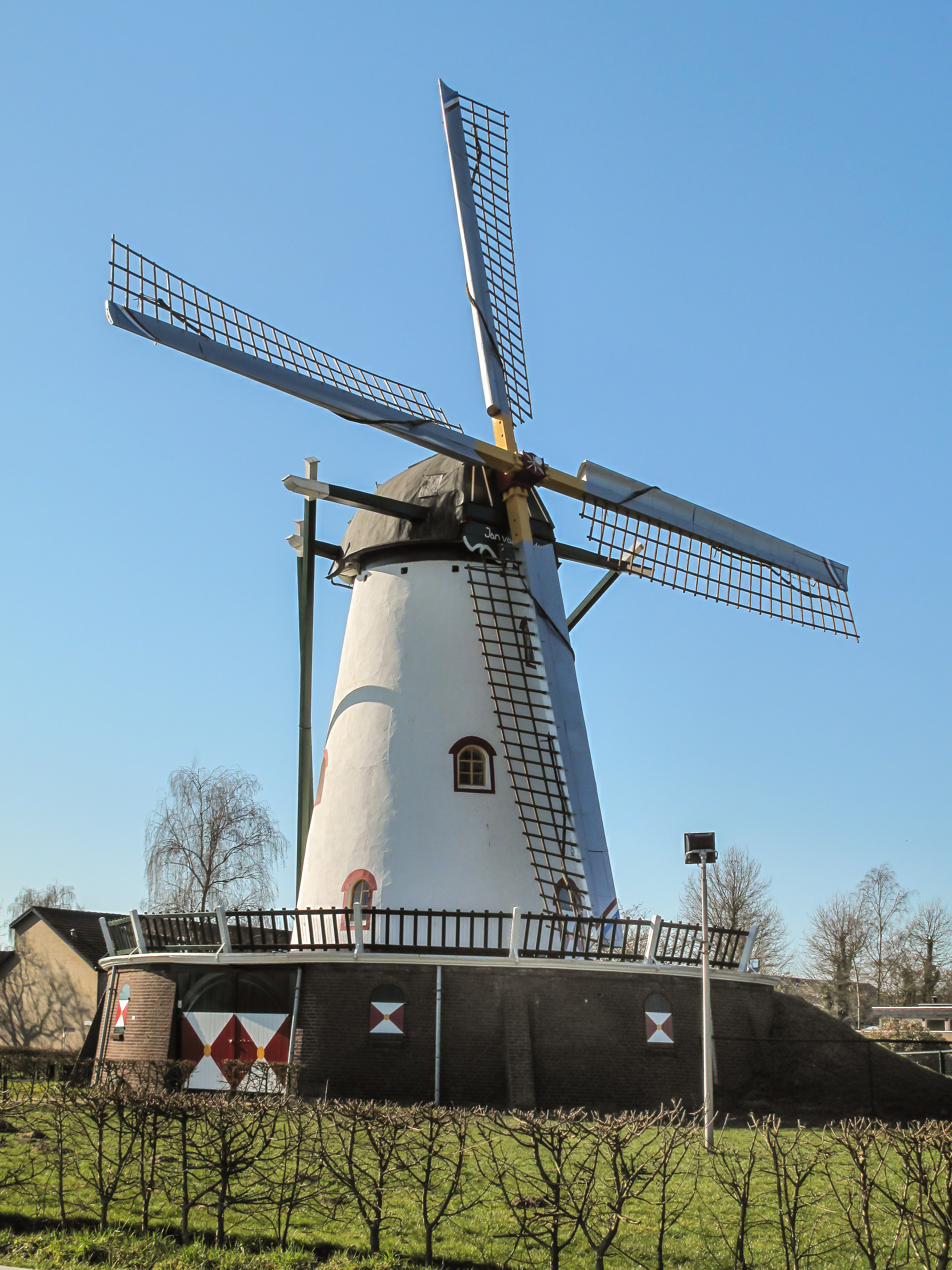
Jan van Cuijk-szélmalom

- Sint-Martinus (Szent Márton) templom, neogótikus bazilika, 1911–1913 között épült újra Caspar Franssen tervei alapján, barokk orgonája 1650-ből származik.
- A templom 1480-ból származó tornya, melyet 1913-ban lebontottak, és 1991-ben helyreállítottak, jelenleg a Ceuclum múzeumnak ad otthont.
- Szoborkert a templom mellett, az egykori protestáns temetőben. 21 szobrot állítanak ki, melyeket két évente cserélnek.
- Kálvária-kápolna a temetőben (Pierre Cuypers, 1898).
- Parókia, empire stílusú 19. századi épület.
- Villa Carolina a Grotestraaton, 1874-ben épült közjegyzői ház. 1947-ben a Szeplőtelen Szűz Mária oblátusainak kolostorává vált, és a kongregáció alapítójáról a Huize Mazenod nevet kapta. 1949-ben felújították és kápolnát építettek. 1985–1993 között ideiglenesen a betániai domonkosok éltek itt. 2009-ben az oblátusok az ingatlan eladása mellett döntöttek. Az épület mögött gyönyörű kert található.
- Jan van Cuijk-szélmalom
- Az úgynevezett Napóleon-templom a Markt és Grotestraat sarkán álló, 1809-ből származó neoklasszicista stílusú protestáns templom. Harangja 1811-ből, orgonája 1830-ból származik. Óraszerkezetét a háború alatt elvitték a németek, de 1978-ban megtalálták Berlinben és visszahelyezték eredeti helyére.
- Az egykori zsinagóga hátsó homlokzata előtt áll a Cuijk 13 elhurcolt zsidó lakosának emléket állító emlékmű.
- A Grotestraat 1. szám alatti ház egykor cserzőműhely volt.
- A Grotestraat 64-66. szám alatti Fratershuis jelenleg vendéglátó egység.
- A Kerkstraat 7. szám alatt volt a Kansas szivargyár, jelenleg kávézó.
- A Stationsstraat 8. szám alatt volt a Regouin tímárcsalád, a Koninklijke Leder-en Dijfriemfabriek MB Regouin tulajdonosainak háza.
- Overhage ház (1753), régen egy birtok része volt.
- Maasboulevard, a Maas mentén húzódó körút, amelyet 2007 körül építettek.

## Környék
Cuijk közvetlenül a Maas partján fekszik. A település jelentősen kibővült, így kevés szabad terület maradt további fejlesztésekhez. Délen, a Padbroek negyed közelében található néhány mocsárerdő, amelyek a Maas egykori mederjéhez kapcsolódnak. Ezek az erdők alkotják a Zevenhutten természetvédelmi területet.

## Közlekedés

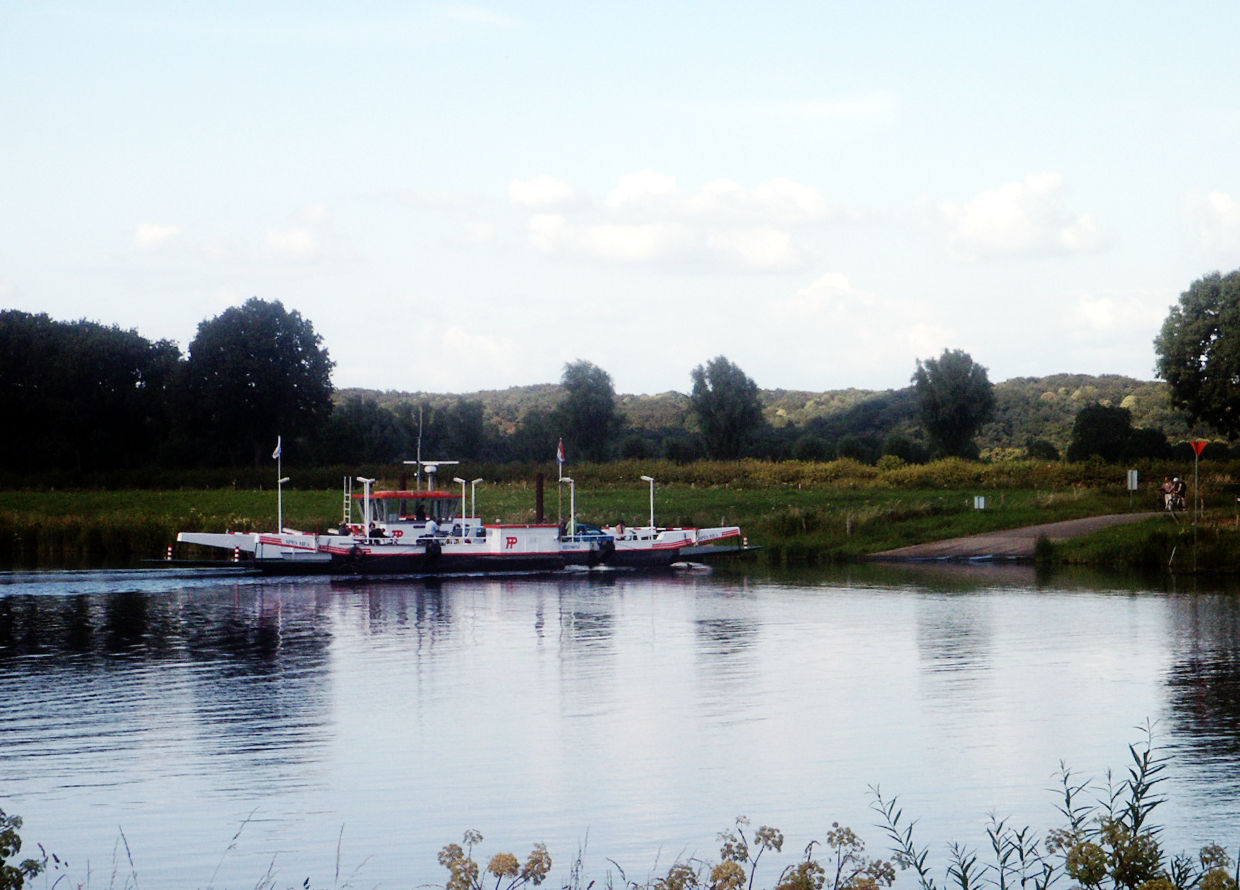
Komp

A település az A73-as közúton érhető el. Kikötője és vasútja is van, Cuijk vasútállomás 1883-ban nyílt meg. A limburgi parttal komp köti össze.

## Híres szülöttei
- Jules Bogaers (1926–1996), régész
- Tini Ruijs (1957), futballista, futballedző
- Ton Buchner (1965), Akzo Nobel vezérigazgató
- Caroline van der Plas (1967), újságíró és politikus
- Marijke van Beukering-Huijbregts (1971), politikus
- Strik Ielja (1973), erőemelő világbajnok
- Sander de Wijn (1990), válogatott jégkorongozó
- Jordie van der Laan (1993), futballista
- Jannick van der Laan (1995), futballbíró

## Lakónegyedek
- Cuijk Nord / Valuwe
- Heeswijkse Kampen / Heeswijk
- Cuijk Centrum
- Padbroek
- Beijerd en 't Riet

## Fordítás
Ez a szócikk részben vagy egészben  a   Cuijk (plaats) című holland Wikipédia-szócikk ezen változatának fordításán alapul.  Az eredeti cikk szerkesztőit annak laptörténete sorolja fel. Ez a jelzés csupán a megfogalmazás eredetét és a szerzői jogokat jelzi, nem szolgál a cikkben szereplő információk forrásmegjelöléseként.